# Prosodiakos
Der Prosodiakos (altgriechisch προσοδιακός, lateinisch prosodiacus) ist in der griechischen Verslehre eine nach ihrer Verwendung im Prozessionslied, dem Prosodion, benannte metrische Form. Das Schema ist:
×—◡◡— | ◡◡—
oder
×—◡◡— | ◡◡——
In der Form
◡◡—◡◡— | ◡◡—
erscheint er als anapästische Tripodie und gilt als mit dem Parömiakos verwandt.
Er stimmt damit weitgehend mit dem sogenannten Enoplios oder Enhoplios überein, eine metrische Form mit der (daktylischen) Grundfolge
—◡◡—◡◡—
mit optional vorgestelltem elementum anceps und/oder nachgestelltem elementum indifferens, in der Notation der daktyloepitritischen Formen also ×D, D◠ oder ×D◠, wobei D der daktyloepitritische Hemiepes ist.
Der Begriff Enoplios taucht in den Wolken des Aristophanes auf, wird dort aber nicht näher bestimmt. Offenbar besteht eine Beziehung zum Waffentanz (ἐνόπλιος ‚in den Waffen‘, ‚mit den Waffen‘, also der Takt beim Waffentanz).
Die von modernen Metrikern aufgestellten Theorien zu Gestalt und Funktion des Enoplios stimmen nicht überein und sind umstritten. Insbesondere fanden die Thesen von Emil Herkenrath wenig Zustimmung. Er unterscheidet zwei Hauptformen des Enoplios, die er mit en X und en B bezeichnet:
×—◡◡—◡◡—◠ (en X = ×D◠)
×—◡◡—◡—◡◠ (en B)